# 행주 은씨
행주 은씨(幸州殷氏)는 경기도 고양시 행주동을 본관으로 하는 한국의 성씨이다.

## 기원
고대 동이족이 황하 유역에 세운 은(殷)나라 왕 성탕(成湯)의 후손이라고 한다.

은왕(殷王) 성탕(成湯)

## 역사
시조 은홍열(殷洪悅)은 당 선종(宣宗)의 천거로 850년(문성왕 12)에 신라로 동래하여 태자태사(太子太師), 보문각대제학(寶文閣大提學)을 역임하였다고 한다.
고려 고종 때 문림랑(文林郞)을 역임한 은윤보(殷允保)를 기세조로 한다.

## 분관
은윤보의 아들인 은홍순(殷弘淳)이 고려조에 평장사(平章事)를 지내고, 태인 은씨(泰仁殷氏)로 분적하였다.

## 인물
- 은정(殷鼎) : 1071년(고려 문종 25년) 비서소감 우부승선(秘書少監右副承宣)이 되었고, 시중(侍中)에 이르렀다. 사학 12공도의 하나인 문충공도(文忠公徒)를 세워 후진을 가르쳤다.[1]
- 은여림(殷汝霖) : 1396년(태조 5) 문과에 급제하여 세종 때 이조판서(吏曹判書)에 올랐다.
- 은정화(殷鼎和) : 용계서원(龍溪書院)에 배향되었다.
- 은몽상(殷夢相) : 1687년(숙종 13) 식년 문과에 급제하여 성균관 전적(典籍)을 역임하였다.
- 은성호(殷成浩) : 1857년(철종 8) 문과에 급제하여 사헌부지평(持平), 삼례찰방(參禮察訪), 경상도도사(慶尙道都事), 정언(正言) 등을 역임하였다.
- 은성수(殷成洙) : 제7대 금융위원회 위원장
- 은지원(殷志源) : 가수 겸 방송인
- 은성호: 모델 겸 배우 겸 노동가 겸 사업가

## 항렬자
중시조로 1세, 시조로 1세
| 25세 34세 | 26세 35세 | 27세 36세 | 28세 37세 | 29세 38세 | 30세 39세 | 31세 40세 | 32세 41세 | 33세 42세 | 34세 43세 | 35세 44세 | 36세 45세 | 37세 46세 | 38세 47세 |
| --------- | --------- | --------- | --------- | --------- | --------- | --------- | --------- | --------- | --------- | --------- | --------- | --------- | --------- |
| 口섭(燮)  | 성(成)    | 口표(杓)  | 희(熙)    | 口기(基)  | 종(鐘)    | 口수(洙)  | 동(東)    | 口엽(燁)  | 재(在)    | 口호(鎬)  | 영(泳)    | 口식(植)  | 병(炳)    |

## 인구
- 2015년 행주 은씨 14,665명 + 고양 은씨 803명 = 15,468명